# Jonte Bernhard
Jonte Bernhard, född 28 november 1953, är en svensk ingenjör och pedagog, sedan maj 2013 professor i ingenjörsdidaktik vid Linköpings universitet, campus Norrköping.
Han har studerat teknisk fysik vid Uppsala universitet med civilingenjörsexamen 1980. Där doktorerade han 1987 inom fasta tillståndets fysik med en avhandling om Magnetic ordering in cubic and hexagonal FeGe. Här också utbildad och licensierad gymnasielärare i fysik, ellära och matematik. Han har undervisat både vid Fyrisskolan (tekniskt gymnasium), Uppsala universitet och 1990-1999 vid högskolan Dalarna. 1989-1990 var han gästforskare vid Institute of Physical and Chemical Research (RIKEN) i Wako-shi, Japan, och våren 1999 vid University of Maryland. Sedan 1999 är han knuten till Linköpings universitet, campus Norrköping, där han har undervisat i experimentalfysik och 2012 utnämndes till och 17 maj 2013 installerades som professor i ingenjörsdidaktik.